# Chuyến bay 455 của Cubana
Chuyến bay số 455 của Cubana là sự kiện chuyến bay của hãng hàng không Cubana de Aviación của Cuba, được khởi hành từ Barbados đến Jamaica đã bị tấn công khủng bố và làm rơi vào ngày 6 tháng 10 1976. Tất cả 73 người trong chiếc máy bay Douglas DC-8 đã thiệt mạng trong vụ tai nạn đó, đây là vụ tấn công khủng bố vào các hãng hàng không có số lượng người chết nhiều nhất tại Tây bán cầu. Hai quả bom hẹn giờ đã được sử dụng, khác nhau được mô tả như thuốc nổ hay C-4.

## Chi tiết
Bằng chứng liên quan đến một số phần từ lưu vong Cuba chống Fidel Castro có liên hệ với CIA và các thành viên của DISIP cảnh sát mật Venezuela. Các phức tạp chính trị đã nãy sinh khi Cuba cáo buộc chính phủ Hoa Kỳ là một đồng lõa vụ tấn công khủng bố. Tài liệu CIA phát hành năm 2005 cho thấy cơ quan tình báo này của Hoa Kỳ đã có thông tin tình báo trước cụ thể, sớm nhất là tháng 6 năm 1976 về việc kế hoạch của các nhóm khủng bố lưu vong Cuba đánh bom một máy bay Cubana ". Cựu nhân viên CIA tác Posada Carriles phủ nhận sự tham gia, nhưng cung cấp nhiều chi tiết của vụ việc trong cuốn sách của ông "Caminos del Guerrero" (Way of the Warrior).
Bốn người đàn ông đã bị bắt giữ liên quan đến vụ đánh bom và bị xét xử tại Venezuela: Freddy Lugo và Hernán Ricardo Lozano đã bị kết án tù 20 năm, Orlando Bosch đã được tha bổng vì các khiếm khuyết kỹ thuật trong chứng cứ truy tố, và sống ở Miami, Florida cho đến khi ông qua đời vào ngày 27 Tháng Tư 2011, và Luis Posada Carriles đã bị giam trong tám năm trong khi chờ đợi một bản án cuối cùng, nhưng cuối cùng bỏ trốn. Sau đó, ông vào Hoa Kỳ, nơi ông được tổ chức vào tội nhập cảnh bất hợp pháp nhưng được tha vào ngày 19 tháng 4 năm 2007.